# Смінтей
Смінтей, Смінфей́ (грец. Smintheus) — епітет Аполлона.
В Малій Азії (Троаді) Аполлон Смінтей був охоронцем хлібних злаків від мишей та інших гризунів. Назву С. виводять від слова sminthos, що в крітян означало «миша». Тому миша (dzoon mantikoteron — віща тварина) була атрибутом віщого бога Аполлона. Ім'ям Аполлона Смінтея названо один з місяців (Smintheion). На Родосі влаштовували свята смінтеї.